# Srey Santhor
Srey Santhor (tiếng Khmer: ស្រុកស្រីសន្ធរ) là một huyện (srok) thuộc tỉnh Kampong Cham, Campuchia. Huyện lị là thị trấn Srey Santhor nằm trên bờ nam của sông Mekong khoảng nửa đường từ Phnom Penh đến tỉnh lị Kampong Cham. Không có đường thẳng tại huyện và chủ yếu giao thông là bằng thuyền, tuy nhien một cây cầu đang được xây dựng. Srey Santhor nằm ở phái tây nam của Kampong Cham và có ranh giới với các tỉnh Kandal và Prey Veng.

## Vị trí
Srey Santhor là một huyện trung tâm của tỉnh Kampong Cham. Theo chiều kim đồng hồ từ phía bắc, Srey Santhor có ranh giới với huyện Kang Meas của tỉnh Kampong Cham về phía bắc qua sông Mekong. Huyện Koh Sotin nằm ở ranh giới phái đông. Phía nam là huyện Sithor Kandal và Pea Reang thuộc tỉnh Prey Veng. Ranh giới phái tây của huyện giáp với Khsach Kandal của tỉnh Kandal.

## Hành chính
| Khum (Xã)       | Phum (Làng) |
| --------------- | --- |
| Baray           | Sya Boeng Veaeng, Sya Ampil, Banteay, Kamphlak |
| Chi Bal         | Khnor Doung, Slaeng, Chi Bal, Tang Krang, Khyaong |
| Khnar Sa        | Angk, Kngaok, Treas, Khnar Sa, Ampil |
| Kaoh Andaet     | Kbal Kaoh, Kokir, Chong Kaoh, Krouch Saeuch |
| Mean Chey       | Veal, Moan Dab Leu, Moan Dab Kraom, Kaoh Kou, Chey, Samraong, Pok Paen |
| Pteah Kandal    | Ou Leav, Phteah Kandal Leu, Phteah Kandal Kraom, Chong Boeng Krau |
| Pram Yam        | Pram Yam, Kdei Thkar, Cheung Doek, Chi Pray |
| Preaek Dambouk  | Ta Kay, Ta Meun, Ta Mol, Chong Boeng Knong, Preaek Dambouk Kraom, Preaek Dambouk Leu, Svay Mu, Ampil, Phteah Veal |
| Preaek Pou      | Roka Tvear, Preaek Pou Leu, Preaek Pou Kraom, Chras, Prathnal, Kouk Char, Santey, Thma Da, Turi Leu, Turi Kandal, Turi Kraom, Prey Tbeh                                                                               |
| Preaek Rumdeng  | Kser, Ou Lang, Tnaot Ka, Tnaot Kha, Preaek Rumdeng Ka, Preaek Rumdeng Kha, Preaek Rumdeng Kho, Preaek Ouv Chrueng Ka, Preaek Ouv Chrueng Kha, Svay Ta Noan Ka, Svay Ta Noan Kha, Kampong Pnov, Ta Koch, Ta Ngak Thmei |
| Ruessei Srok    | Tnaot Kraom, Prey Totueng, Ruessei Srok, Tnaot Leu |
| Svay Pou        | Pou, Svay, Chi Pao, Teahean, Trea, Khvet |
| Svay Sach Phnum | Svay Leu, Svay Kandal, Svay Tboung, Svay Kraom |
| Tong Tralach    | Tong Tralach, Boeng Ting, Khting, Chonloat Dai |

## Nhân khẩu
Huyện được chia thành 14 xã (khum) và 86 làng (phum). Theo thống kê năm 1998, huyện có dân số là 91.765 người thuộc 18.224 hộ gia đình.